# NGC 1670
NGC 1670 is een lensvormig sterrenstelsel in het sterrenbeeld Orion. Het hemelobject werd op 1 februari 1786 ontdekt door de Duits-Britse astronoom William Herschel.

## Synoniemen
- PGC 16107
- MCG 0-13-16
- ZWG 394.17